# Leucaena confertiflora
Leucaena confertiflora är en ärtväxtart som beskrevs av Zarate. Leucaena confertiflora ingår i släktet Leucaena och familjen ärtväxter.

## Underarter
Arten delas in i följande underarter:
- L. c. adenotheloidea
- L. c. confertiflora